# Psaliodes interstrata
Psaliodes interstrata là một loài bướm đêm trong họ Geometridae.